# Antonio Leotti
Antonio Leotti (Roma, 29 gennaio 1958) è uno sceneggiatore e scrittore italiano.

## Biografia
Dopo aver frequentato la scuola di cinematografia "Albedo", dalla prima metà degli anni 80 comincia la sua attività di sceneggiatore. Dopo varie esperienze, firma il suo primo film nel 1991, Il caso Martello, film di esordio di Guido Chiesa che inaugura una lunga collaborazione con il regista piemontese.
Nel 1995 comincia a insegnare alla Scuola Holden tenendo il corso di sceneggiatura. In quegli anni avviene l'incontro con Domenico Procacci, fondatore della Fandango, che porterà Leotti a una collaborazione, anche questa duratura, il cui primo frutto sarà il film di Luciano Ligabue del 1999 Radiofreccia, vincitore di tre David di Donatello, due Nastro d'argento, un Globo d'oro e quattro Ciak d'oro.
La collaborazione con la Fandango prosegue con i film Il partigiano Johnny, sempre di Guido Chiesa, L'orizzonte degli eventi di Daniele Vicari e Il paese delle spose infelici di Pippo Mezzapesa.
Nel corso di quegli anni scrive anche il suo primo romanzo, Il giorno del settimo cielo.
È sposato con la scrittrice Teresa Ciabatti.

## Filmografia

### Regia
- La raccomandazione - cortometraggio (1992)
- Partigiani (1997)

### Sceneggiatura

#### Cinema
- Il caso Martello (1991)
- Babylon: la paura è la migliore amica dell'uomo (1994)
- Radiofreccia (1999)
- Il partigiano Johnny (2000)
- L'orizzonte degli eventi (2005)
- Amore che vieni, amore che vai (2008)
- Art. 11, episodio di All Human Rights for All (2008)
- Vallanzasca - Gli angeli del male (2010)
- Matrimoni e altri disastri (2010)
- Il paese delle spose infelici (2011)
- Pitza e datteri (2015)
- Era d'estate (2015)
- Mondocane (2021)
- My Soul Summer (2022)
- Volare (2023)

#### Televisione
- Candid camera show (1988-1989) autore e regista
- Roba da matti (1989) autore e regista
- Davvero (1995) autore
- Il metodo Fenoglio - L'estate fredda (2023) autore e sceneggiatore

## Opere
- Il giorno del settimo cielo, Fandango Libri, 2007. ISBN 88-604-4028-9
- Il mestiere più antico del mondo, Fandango Libri, 2011. ISBN 88-604-4236-2
- Nella valle senza nome. Storia tragicomica di un agricoltore, Editori Laterza 2016. ISBN 88-581-2371-9
- La forza della natura, Marsilio Editori, 2020. ISBN 88-297-0357-5